# Chiêu liêu ngàn trái
Chiêu liêu ngàn trái (danh pháp khoa học: Terminalia myriocarpa) là một loài thực vật có hoa trong họ Trâm bầu. Loài này được Van Heurck & Müll. Arg. miêu tả khoa học đầu tiên năm 1871.
Còn có tên là Chò (như cây Chò ngàn năm ở rừng Cúc Phương).